# Ponto de bolha
Quando um líquido composto por dois ou mais componentes é aquecido, o ponto de bolha é a temperatura (a uma dada pressão) onde a primeira bolha de vapor é formada. Dado que o vapor, provavelmente, terá uma composição diferente do líquido o ponto de bolha (junto com o ponto de orvalho) em diferentes composições são dados úteis no projeto de sistemas de destilação (como em refinarias de petróleo).
Para um único componente, o ponto de bolha e o ponto de orvalho são os mesmos e são referidos como o ponto de ebulição.

## Calculando o ponto de bolha
Em um ponto de bolha, as seguintes relações mantem-se:

{\displaystyle \sum _{i=1}^{N_{c}}y_{i}=\sum _{i=1}^{N_{c}}K_{i}x_{i}=1}

onde

{\displaystyle K_{i}\equiv {\frac {y_{ie}}{x_{ie}}}}.
K é o coeficiante de distribuição ou fator K, definido como a razão da fração molar na fase de vapor {\displaystyle {\big (}y_{ie}{\big )}} para a fração de moles na fase líquida {\displaystyle {\big (}x_{ie}{\big )}} em equilíbrio.

Quando a lei de Raoult e lei de Dalton sustentam-se para a mistura, o fator K é definido como a razão entre a pressão de vapor à pressão total do sistema:

{\displaystyle K_{i}={\frac {P'_{i}}{P}}}